# Smarhon
Smarhon bzw. Smorgon (belarussisch Смаргонь/Smarhon; russisch Сморгонь/Smorgon; jiddisch סמאָרגאָן; poln. Smorgonie) ist eine Stadt in Belarus in der Hrodsenskaja Woblasz mit rund 37.000 Einwohnern. Der Ort war vom 17. Jahrhundert bis zur Shoa ein wichtiges jüdisches Zentrum und Eigentum der polnischen Fürsten Radziwill.

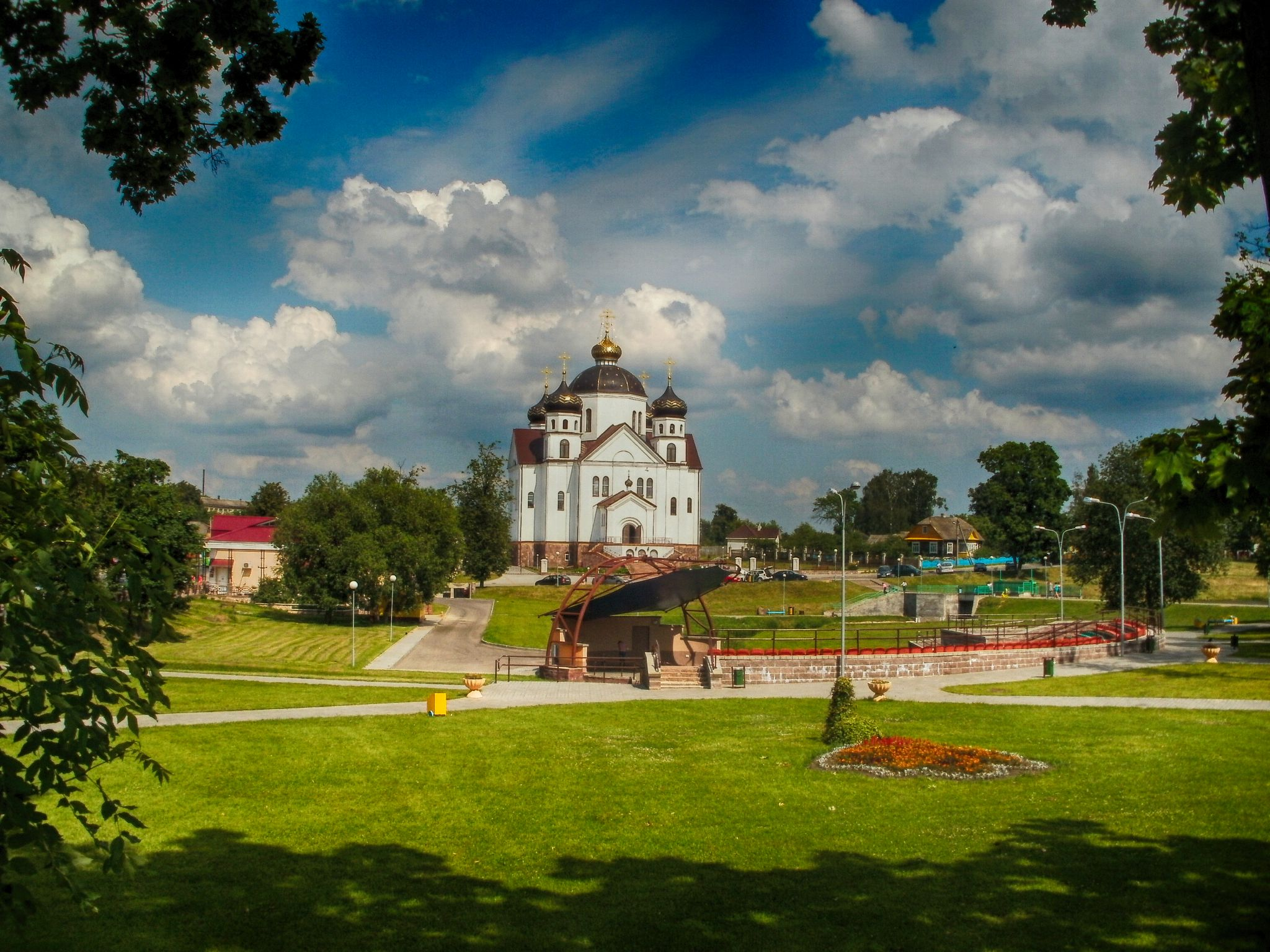
Die Orthodoxe Kirche von Smarhon

## Wappen
Beschreibung: In Silber über einem schrägrot gegitterten Schildfuß steht ein rotbewehrter schwarzer Bär mit einem goldenen Halsband, ein blaues Schildlein mit schwarz-gold-rotem Dreipass haltend.

## Geografie
Die Stadt liegt im Nordwesten des Landes zwischen den Städten Hrodna, Minsk und Vilnius am Fluss Wilija. Knapp 60 km nordwestlich verläuft die EU-Außengrenze zu Litauen. Rund 60 km nordöstlich befindet sich das Naturschutzgebiet um den Naratsch-See.

## Verkehr
Smarhon liegt an einer Hauptbahnstrecke von Minsk über Maladsetschna nach Vilnius und an mehreren Straßen mit lokaler Bedeutung unter anderem nach Maladsetschna.

## Persönlichkeiten
- Peter Blume (1906–1992), US-amerikanischer Maler
- Alexander Deruga (1901–1979), belarussischer Musiker, begründete das Zymbalen Orchester von Smarhon
- Jegor Generalow (* 1993), russischer Fußballspieler
- Isaak Markowitsch Dykman (1911–2001), Theoretischer Physiker und Festkörperphysiker
- Ida Mett oder Ida Lasarewitch Gilmann (1901–1973), russische Revolutionärin und Anarchistin
- Rabbi Menasche ben Porath von Ilya, belarussisch-litauischer jüdischer Gelehrter
- Aleksandr Jaschewski (* 1974), römisch-katholischer Geistlicher, Weihbischof in Minsk-Mahiljou
- Aharon Avraham Kabak (1880–1944), hebräischer Schriftsteller, übersiedelte nach Palästina
- Moysche Kulbak (1896–1937), belarussisch-litauischer jiddischer Dichter
- Dawid Kussevitzki, US-amerikanischer Chasan polnischer Herkunft
- Moshe Kussewitzki (1899–1966), US-amerikanischer Chasan polnischer Herkunft
- Katharina Melnikowa, Opernsängerin, Sopran
- Uladsimir Njakljajeu (* 1946), belarussischer Dichter
- Graf Karol Dominik Przedziecki, polnischer Freiheitskämpfer
- David Raziel (1910–1941), Kommandeur der zionistischen Untergrundorganisation Irgun in Palästina
- Esther Rasiel-Naor (1911–2002), israelische Politikerin, Kämpferin im Irgun
- Shmuel Rodensky (1904–1989), israelischer Filmschauspieler
- William Schwartz (1896–1977), US-amerikanischer Maler
- Nachum Sluschtsch (1872–1966), israelischer Historiker, Archäologe und hebräischer Schriftsteller
- Abraham Sutzkever (1913–2010), israelischer jiddischer Dichter